# Conus insculptus
Conus insculptus é uma espécie de gastrópode do gênero Conus, pertencente à família Conidae.